# راغنفالد مو
راغنفالد مو (بالنرويجية البوكمول: Ragnvald Moe)‏ هو مؤرخ نرويجي، ولد في 13 أكتوبر 1873، وتوفي في 8 ديسمبر 1965.